# Golborne
Golborne är en stad i Wigan i Greater Manchester i England. Orten har 23 119 invånare (2001).